# AGM-122 Sidearm
Die AGM-122 Sidearm ist eine US-amerikanische Anti-Radar-Luft-Boden-Rakete.
In den 1980er-Jahren entschied die US Navy, dass sie eine neue Anti-Radar-Luft-Boden-Rakete brauchte. Als Ausgangsbasis nutzte man die schon ausgemusterte AIM-9C Sidewinder, die als Luft-Luft-Rakete bereits über einen halbaktiven Radarsuchkopf verfügte. Beauftragt wurde die Firma Motorola, die AIM-9C umzurüsten, die dann AGM-122 Sidearm (Sidewinder Anti-Radiation-Missile) hieß. Hauptunterschied war, dass der originale Schmalband- gegen einen Breitband-Radarsuchkopf ausgetauscht wurde. 1986 wurde die Sidearm in Dienst gestellt und bis 1990 wurden mehr als 700 Stück gebaut, die nur vom Marine Corps genutzt wurden.
Mitte der 1980er-Jahre wurde geplant, die AGM-122 zu verbessern. Die als AGM-122B bezeichnete Variante wurde aber nie verwirklicht.
Gegenüber anderen Anti-Radar-Raketen wie beispielsweise der AGM-88 HARM hat die Sidearm nur den Vorteil, dass sie günstiger, kleiner und leichter ist und daher auch an leichteren Waffenträgern wie z. B. Kampfhubschraubern ausgerüstet werden kann; in allem anderen Aspekten – vor allem in Bezug auf Reichweite und Genauigkeit – ist sie unterlegen.